# Буе (Хорватия)
Буе (хорв. Buje, итал. Buie, Buie d’Istria, исп. Buye, Buhíe) — город в Хорватии, в северо-западной части полуострова Истрия. Население — 5 182 человека (по данным переписи 2011). В составе муниципалитета 26 деревень, занимающих общую площадь 110 км².

## Общие сведения
Буе расположен на северо-западе Истрии, в 10 километрах от морского побережья и в 6 километрах от границы со Словенией. Город стоит в холмистой местности, самая высокая вершина составляет 222 м. Открывающийся с неё живописный вид является местной достопримечательностью. Благодаря своему расположению город с давних времен считается «стражем Истрии». Главная улица города имеет протяженность около 200 м.
Город поделен на несколько частей:
- Санкт-Себастьян — один из самых молодых районов, находится в западной части города;
- Старый город — расположен на самом высоком холме Bujska и, в соответствии со своим названием, является старейшим из районов;
- Броло — район, занимающий территорию между Санкт-Себастьяном и Старым городом, в основном заселён итальянцами;
- Новый город — является центром политической и судебной власти Буе;
- Рудин — спальный район, построенный во времена вхождения Истрии в Югославию;
- Монте-Бастер — самая восточная часть города, расположенная неподалёку от городского кладбища;
- Станция — центр экономической жизни города, расположенный около построенного еще в австро-венгерский период правления городского вокзала.

Также в Буе расположен целый блок образовательных учреждений, включающий в себя начальную и среднюю школу, ведущих обучение на хорватском и итальянском языках.
Буе, как и вся хорватская Истрия, многонационален. В округе Буе — два официальных языка, итальянский язык уравнен в правах с хорватским. Итальянское население города самое многочисленное среди всех истрийских городов и составляет 39,6 %.

## История
Буе расположен на вершине высокого холма, господствующего над округой; поселение, имевшее важное стратегическое значение, появилось здесь ещё в доисторические времена. Постепенно развиваясь в римскую и славянскую эпоху Буе к периоду позднего средневековья превратился в типичный для Истрии город с узкими улочками в Старом городе и многочисленными особняками в венецианском стиле.
По окончании Второй мировой войны, город становится промышленным, культурным и экономическим центром региона.

## Экономика
Население занято в промышленности (электротехника, «Elektronika»), сельском хозяйстве, являющемся важнейшей отраслью экономики, и туристическом бизнесе. Плантации винограда и оливок являются основным источником дохода местных жителей.
Город связан автомобильными дорогами с Умагом, Новиградом, Пулой, Пазином и словенским Копером.

## Достопримечательности

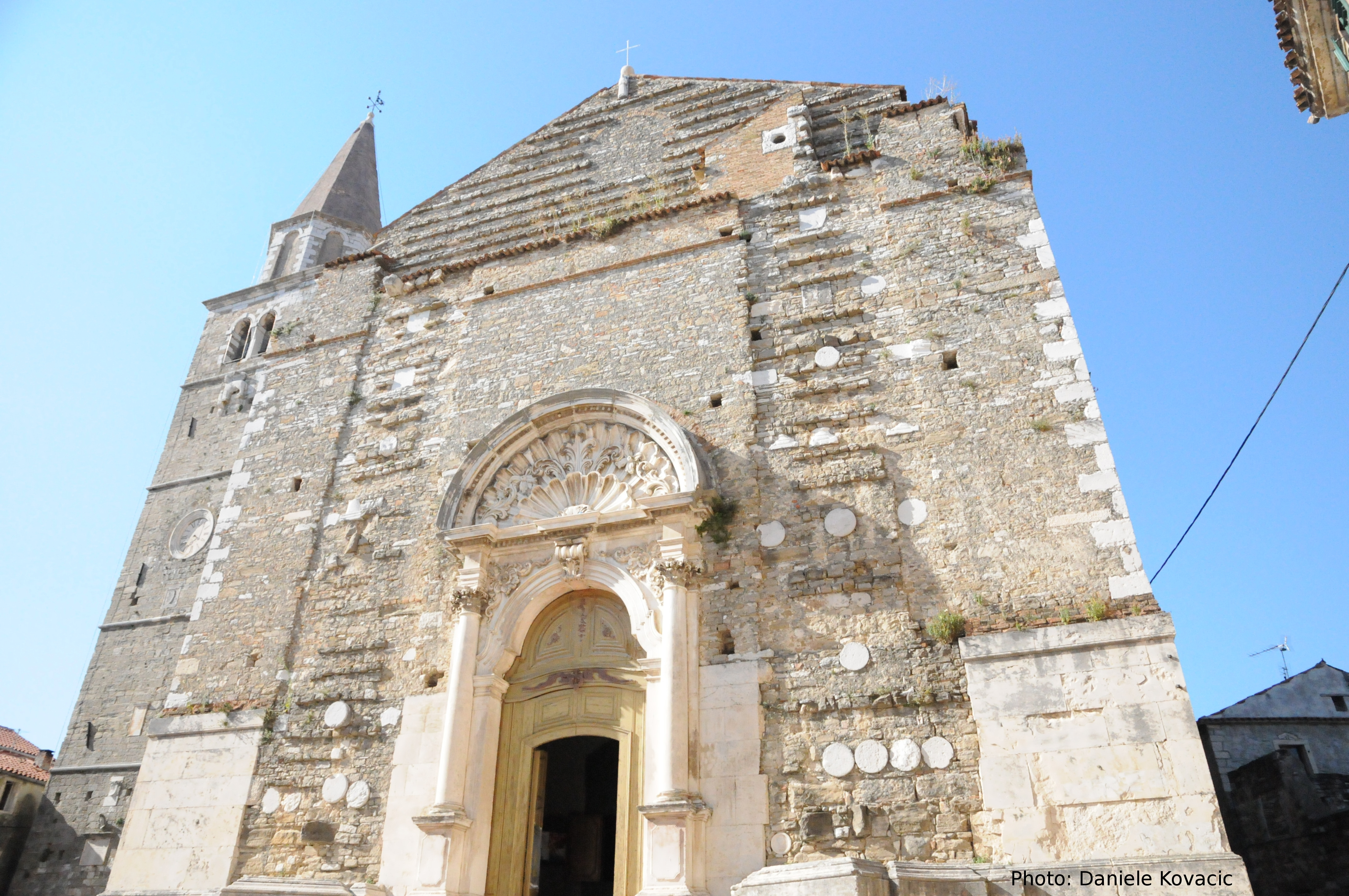
Собор св. Серваля

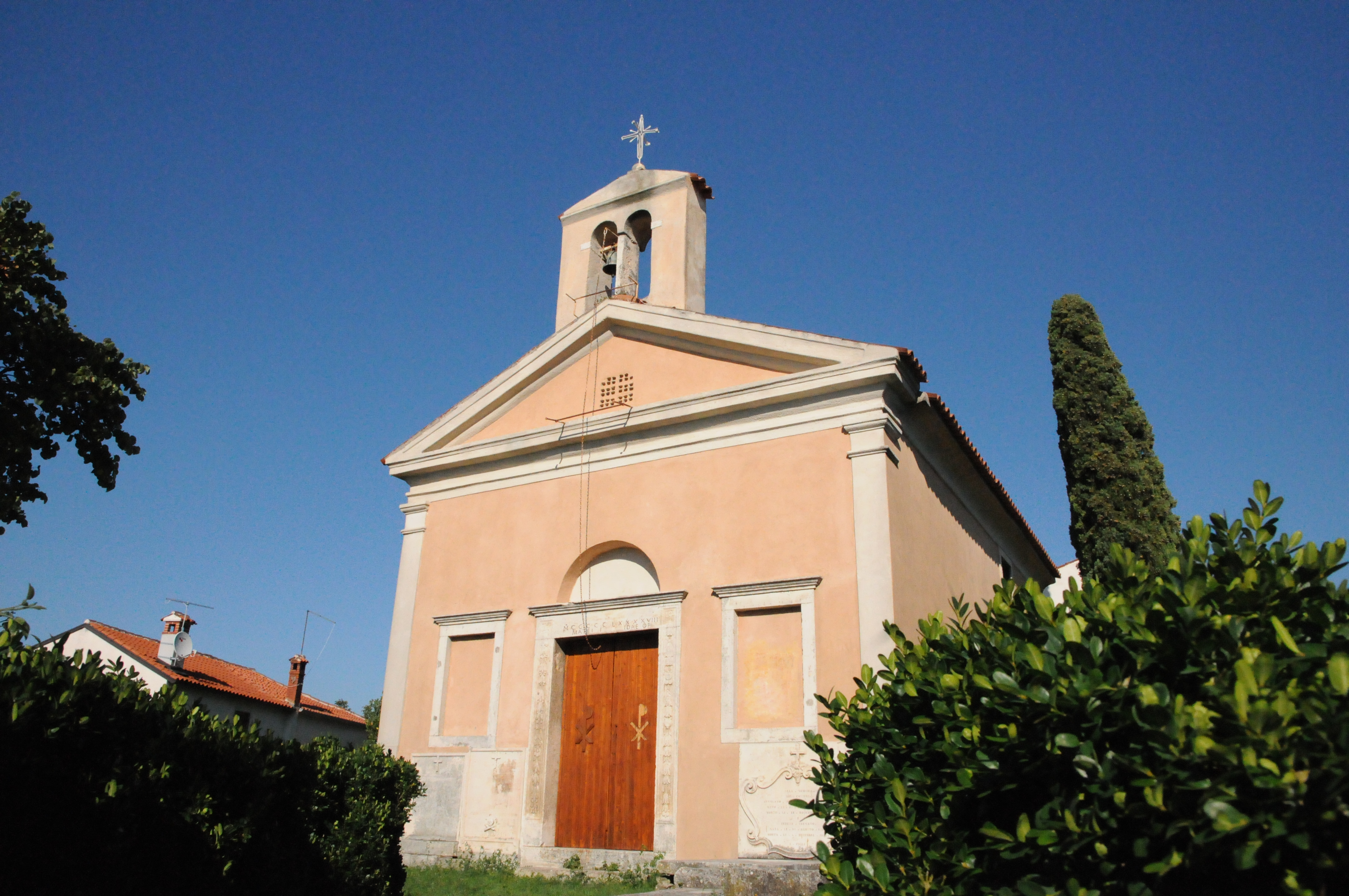
Храм св. Мартина

- Собор св. Серваля — кафедральный собор города, построенный в стиле барокко и классицизма, относится к венецианской эпохе правления. Ранее на его месте располагалась романо-готическая церковь, возведённая в XIII веке, элементы которой напоминают о себе в незавершенной части фасада здания, работы над которым так и не были выполнены в полном объёме. Однако богатое внутреннее убранство и оригинальный орган делают собор одним из важнейших культурных и исторических памятников Истрии, дошедших до наших дней.
- Церковь св. Марии Милосердной — построена в XV веке за пределами стен Старого города. История гласит об одной богатой семье, пославшей за статуей Св. Марии в Венецию, однако вернувшийся посыльный застал городские ворота закрытыми и решил переждать ночь около стен города. Наутро обнаружилось, что привезённую статую невозможно поднять и перенести внутрь Буе. Данное событие было расценено как знак, что Матерь Божия желает постройки святыни в этом месте. В 1498 году на этом месте была сооружена первая часовня, а весть о чрезвычайном событии быстро распространилась среди людей и вскоре весь район стал местом паломничества верующих. В связи с этим городскими властями было принято решение о строительстве храма, которое и было закончено в 1587 году. В 1590 году около церкви была возведена 22-метровая колокольня с часами. Внутреннее убранство храма включает единственную известную завершенную работу венецианского художника Гаспаро Делла Веккио (1653—1735), отображающую восемь сцен из жизни Христа, и в совокупности со сбалансированной и простой архитектурой имеет неоценимое историческое значение.
- Статуя Марии Милосердной — расположена в одноимённом храме и выполнена в стиле поздней готики под видимым влиянием фламандского искусства. Скульптура считается одной из самых красивых деревянных статуй, сохранившихся до нашего времени в Истрии.
- Этнографический музей — в четырехэтажном здании музея воссоздан быт разных эпох. Здесь можно увидеть, как выглядели рабочие места местных жителей, а также предметы их обихода и изделия народного промысла.
- Старый город — один из наиболее хорошо сохранившихся средневековых городов Истрии.